# The Gypsy Trail
The Gypsy Trail è un cortometraggio muto del 1918 diretto da Walter Edwards.

## Produzione
Il film fu prodotto dalla Famous Players-Lasky Corporation.

## Distribuzione
Distribuito dalla Famous Players-Lasky Corporation, il cortometraggio - presentato da Jesse L. Lasky - uscì nelle sale cinematografiche statunitensi il 17 novembre 1918.